# 长寿路站 (上海市)
长寿路站位于上海普陀区常德路长寿路，为上海轨道交通7号线和轨道交通13号线的换乘站。设两个岛式站台，垂直换乘。

## 車站設計

### 车站楼层
13号线车站位于地下二层，7号线车站位于地下三层，均为岛式站台。列车均开左边门。

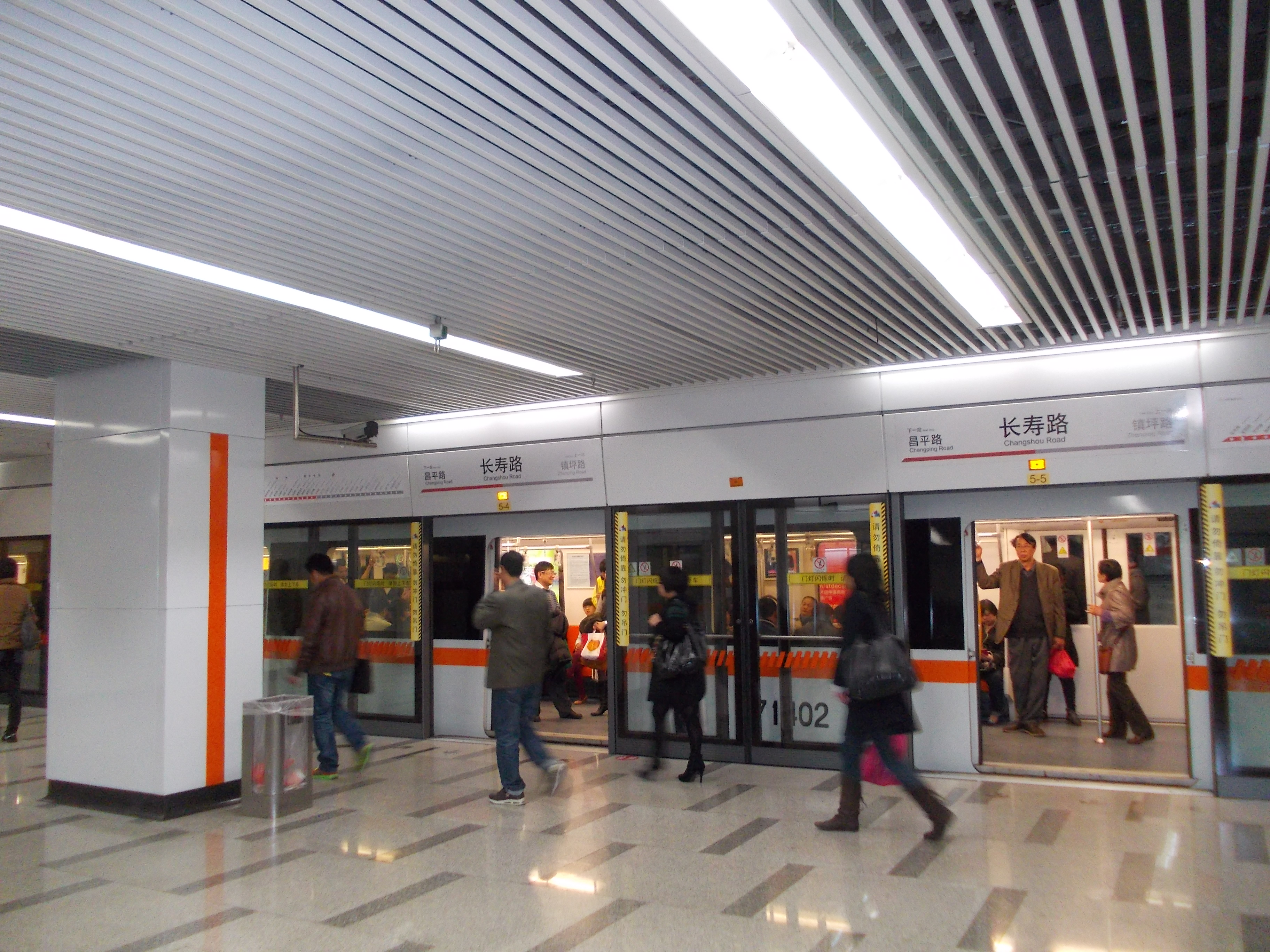
长寿路站7号线
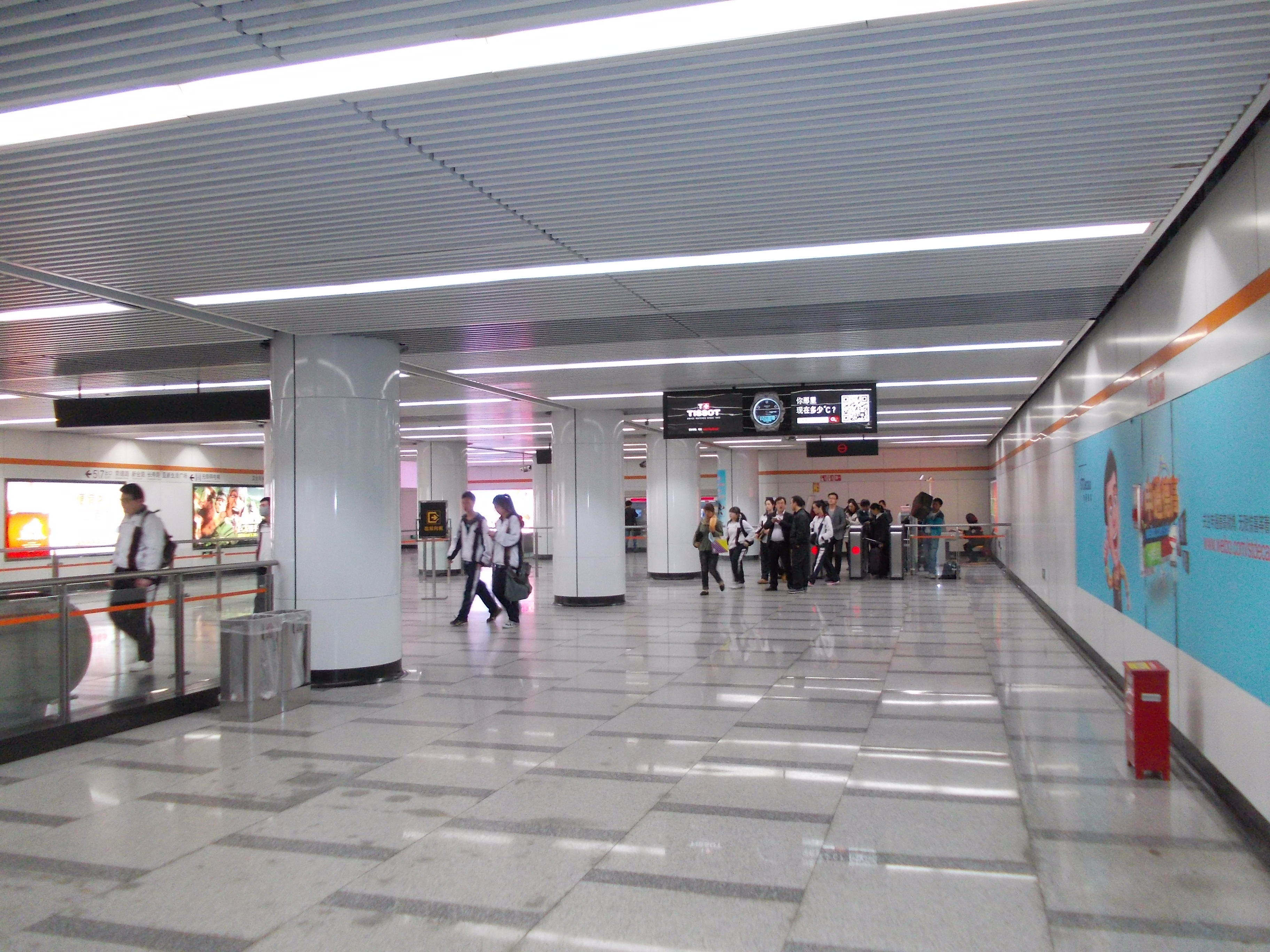
长寿路站7号线大堂

| 地面层   | 出入口             | 1-7出入口                        |  |  |
| 地下一层 | 站厅               | 票务服务、自动售票机、人工服务台 |  |  |
| 地下二层 | ③站台              | █ 13号线 往金运路（武宁路）      |  |  |
|          | 岛式站台，左侧开门 |                                  |  |  |
|          | ④站台              | █ 13号线 往张江路（江宁路）      |  |  |
| 地下三层 | ①站台              | █ 7号线 往美兰湖（镇坪路）       |  |  |
|          | 岛式站台，左侧开门 |                                  |  |  |
|          | ②站台              | █ 7号线 往花木路（昌平路）       |  |  |

- 长寿路站7号线
- 长寿路站7号线大堂

## 车站出口
| 出口编号            | 出口指示       | 照片 |
| ------------------- | -------------- | ---- |
| 1 · 出口            | 长寿路         |      |
| 2 · 出口            | 常德路，长寿路 |      |
| 3 · 出口            | 西康路，长寿路 |      |
| 4 · 出口 · （设有） | 长寿路         |      |
| 5 · 出口 · （设有） | 常德路，新会路 |      |
| 6 · 出口            | 常德路         |      |
| 7 · 出口            | 常德路，长寿路 |      |
| 图例： 设有         |                |      |

## 公交换乘
13、13（区间）、24、36、40、54、105、106、138、304、316、319、768、830、837、941、948、950、966

## 周边
- 长寿公园
- 亚新生活广场
- 沪西清真寺
- 同济大学第二附属中学